# 柳格高速公路
柳园－格尔木高速公路，简称柳格高速，中国国家高速公路网编号为G3011，是连霍高速公路的联络线之一，自酒泉市瓜州县柳园镇，经敦煌市至格尔木市，途经甘肃省和青海省。

## 甘肃段

### 瓜州至敦煌
简称瓜敦高速。

### 敦煌至当金山口
简称敦当高速，起于敦煌市吕家堡杨家梁村，与瓜州至敦煌段终点顺接，经敦煌北、敦煌西、七里镇、沙枣园、阿克塞县、当金山，止于当金山南，与青海省已建成当金山至大柴旦段高速公路起点顺接，全长196.355公里，于2022年4月29日正式通车。纳入全省高速公路联网收费，通行费收费标准和期限：客车分为四类，收费标准为0.60-1.55元/车·公里，隧道加收标准为20-50元/车·次；货车（含专项作业车）分为六类，收费标准为0.70-2.40元/车·公里，隧道加收标准为30-70元/车·次； 6轴以上货车（大件运输车辆）收费标准为2.40-3.00元/车·公里。收费期限为30年。

## 青海段
当金山到大柴旦建成双向四车道高速公路，但并非全封闭，存在平交道口。大柴旦至察尔汗盐湖至格尔木段已通，为全封闭高速公路。